# Deniz Yücel (Politiker)
Deniz Yücel (* 1977 in Izmir) ist ein türkischer Politiker und seit Mai 2023 Sprecher der Republikanischen Volkspartei (CHP).

## Leben
Yücel studierte Rechtswissenschaften an der Dokuz Eylül Üniversitesi und ist seit 2001 als Anwalt bei der Anwaltskammer von Izmir registriert. Politisch engagiert er sich seit 1999 in der CHP. Er war unter anderem Sprecher der CHP-Fraktion im Stadtrat von Izmir und wurde zweimal zum Provinzvorsitzenden der CHP Izmir gewählt. Im Dezember 2022 trat er von diesem Posten zurück, um für das Parlament zu kandidieren. Bei den
Parlamentswahlen in der Türkei 2023 wurde er als Abgeordneter des 2. Bezirks von Izmir gewählt. Am 25. Mai 2023 erhielt er sein Stellvertretermandat und trat sein Amt an.
Yücel ist verheiratet, hat zwei Kinder und spricht fließend Englisch.